# ニクラス・ストルンク・ヤコプスン
ニクラス・ストルンク・ヤコプスン（デンマーク語: Nicklas Strunck Jakobsen、1999年8月17日 - ）は、デンマーク・ウルストゥゲ出身のサッカー選手。エスビャウfB所属。ポジションはMF。

## 経歴

### ユース時代
地元のFCウルストゥゲでサッカーを始め、スティーンルーセBKで2年過ごしたのちに加入したフレズレクソンIKではU-15チームにまで上り詰め、プロデビューを果たすことになるFCノアシェランに移籍した。2016年、デンマークサッカー協会が選出する17歳以下の最優秀選手に選ばれた。

### プロ

#### ノアシェラン
2018年2月11日、ノアシェランのトップチームから召集を受けスナユスケ・フッボルト戦にてベンチ入りを果たし、5日後のオーデンセBK戦でトップチームデビューを飾った。2018-19シーズンより正式にトップチーム昇格を果たし、2018年7月に2021年までの新契約を結んだ。

#### フローニンゲン
2019年8月11日、FCフローニンゲンに4年契約で移籍した。

#### エスビャウfB
2020-21シーズンはエスビャウfBにレンタル移籍となった。結局フローニンゲンでの試合出場はなく、2021年6月4日にエスビャウへ完全移籍となった。